# Biserica de lemn din Brebi
Biserica de lemn din Brebi se află în localitatea omonimă din județul Sălaj și datează din anul 1759. Aceasta este una din lucrările semnate de meșterul de biserici Breaz Ion din Gilău. Biserica se află pe noua listă a monumentelor istorice sub codul LMI:  SJ-II-m-A-05025 .

## Istoric
Conform inscripției de pe fruntarul prispei, chiar deasupra intrării, biserica a fost ridicată în anul 1759: "1759 În acea vreme au făcut acestă biserică. Meșteri au fostu Brearz Io(n) și Borzan Iuo(nu)ț î(n) zilele lui popa Dănilă".
Iconostasul este datat pe una din icoanele împărătești din 1780.
Pentru istoria acestei construcții este importantă pisania din altar, care ne informează următoarele: "1852. Acesta santa beserică sau lărgitu si de totului reinoitu, fiindu parocu giorgie popa tineru. primi coratori crăciunu bălănenu, aleise dumă. și la facere corului, vaselie surdul in anno 1860." Așadar, biserica a fost lărgită în anul 1852, iar corul a fost făcut în 1860. Pictura a fost refăcută după lărgirea bisericii.
Biserica a fost restaurată în 1975-76.

## Meșterii
Această biserică este lucrarea a doi meșteri, semnați pe fruntarul prispei. Cel dintâi meșter care s-a semnat îl regăsim la biserica de lemn din Borza, cu numai un an mai devreme, semnându-se "Breaz Ianoș de la Gileaiu".  Lui i se poate atribui și ridicarea bisericii din Bezded în 1754. Portalele foarte asemănătoare de la cele trei biserici i se pot atribui acestui meșter.

## Imagini

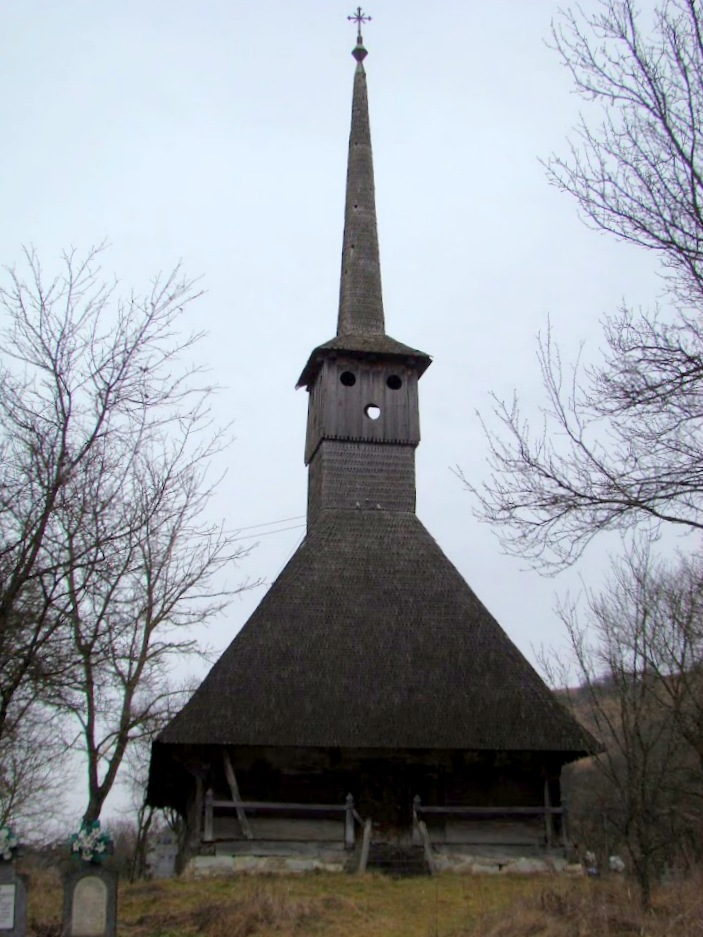
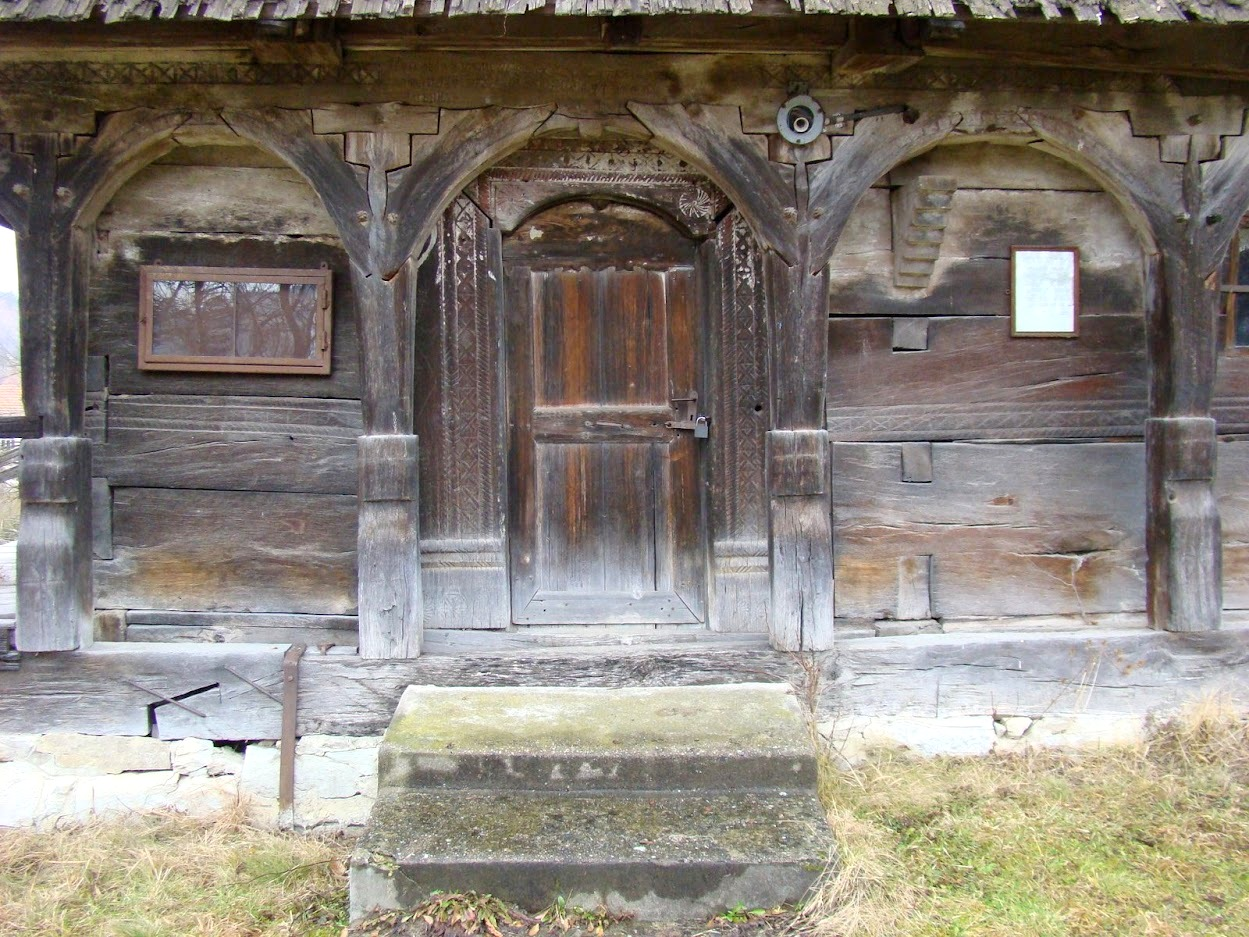
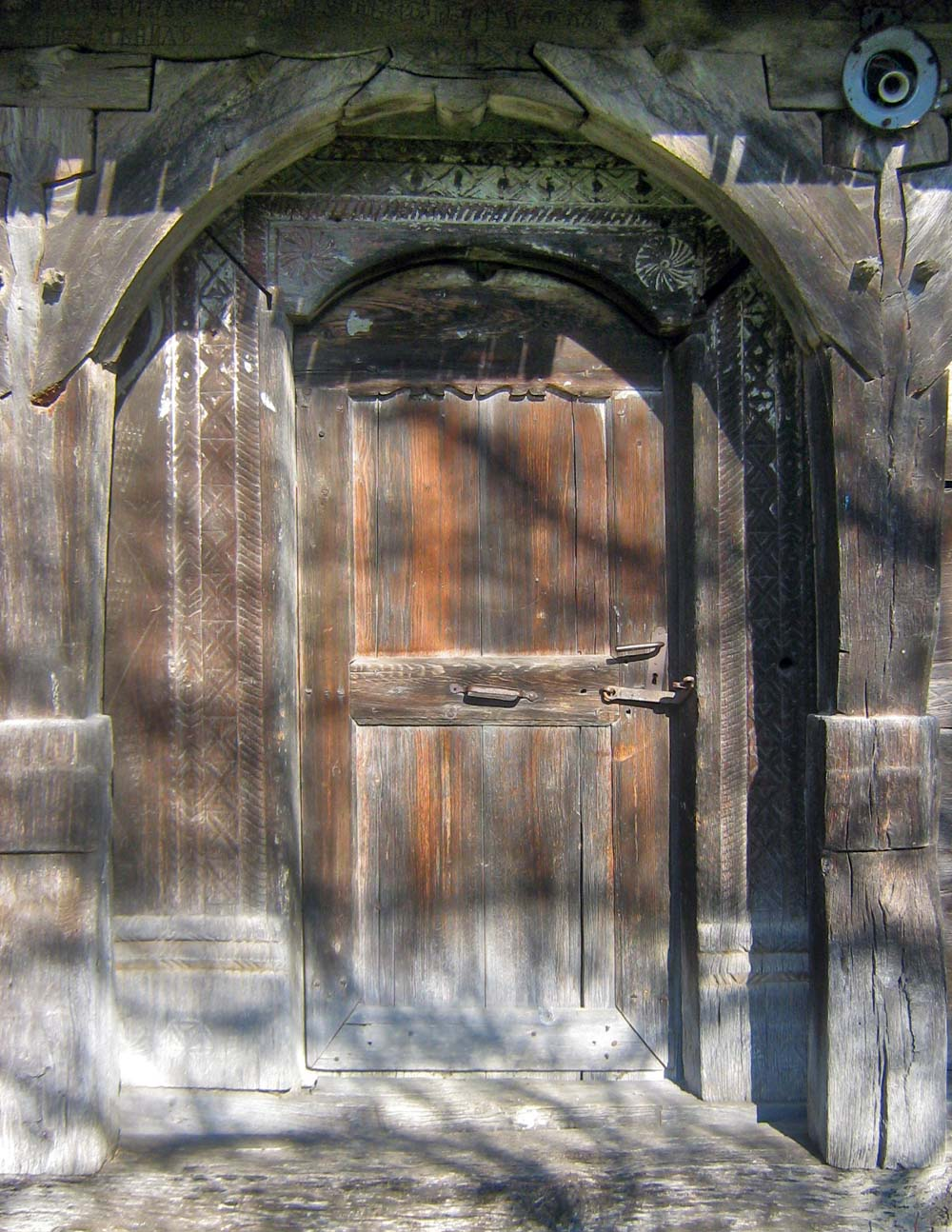
Intrarea în biserică, 2007
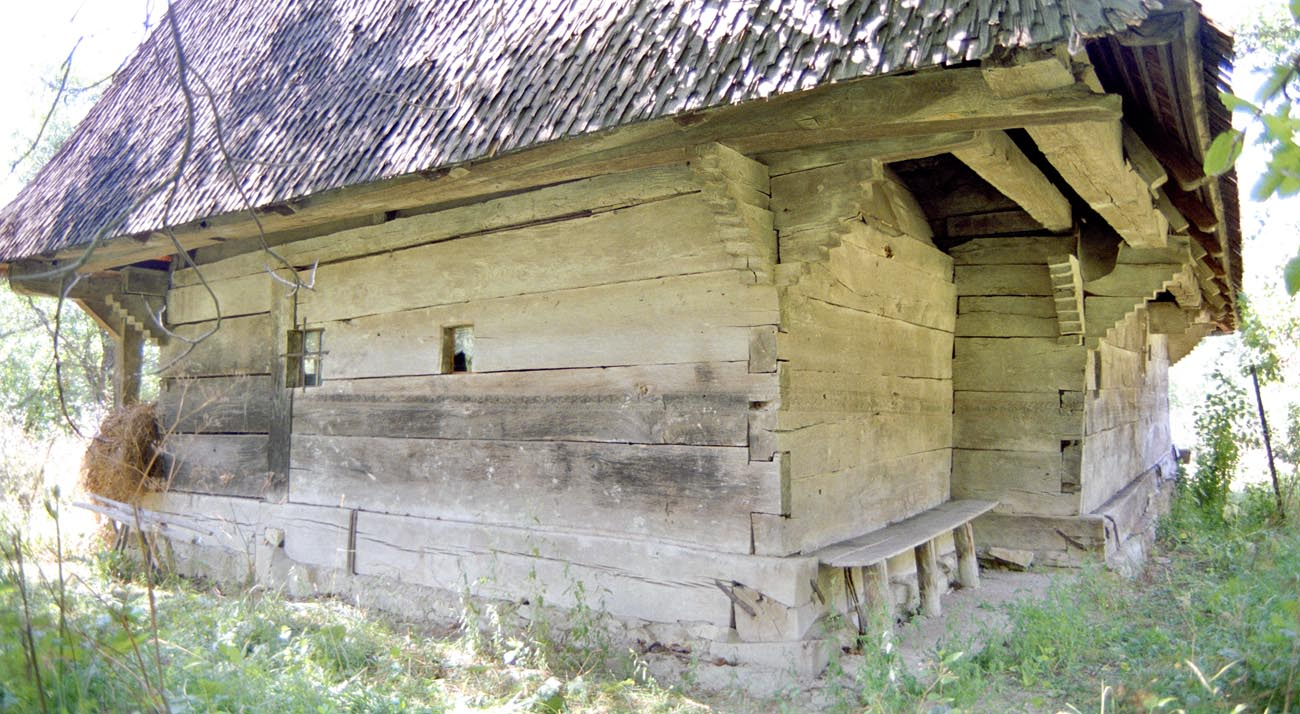
Oiginalul din 1759 și partea adausă în 1852, 2002
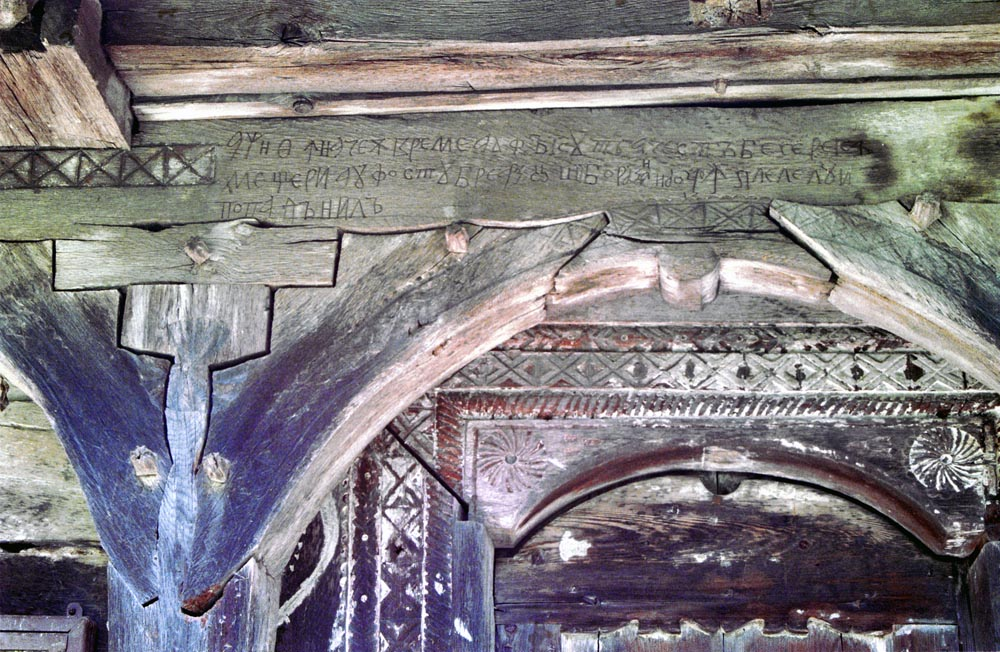
Inscripția peste intrare, pe fruntar, 2002
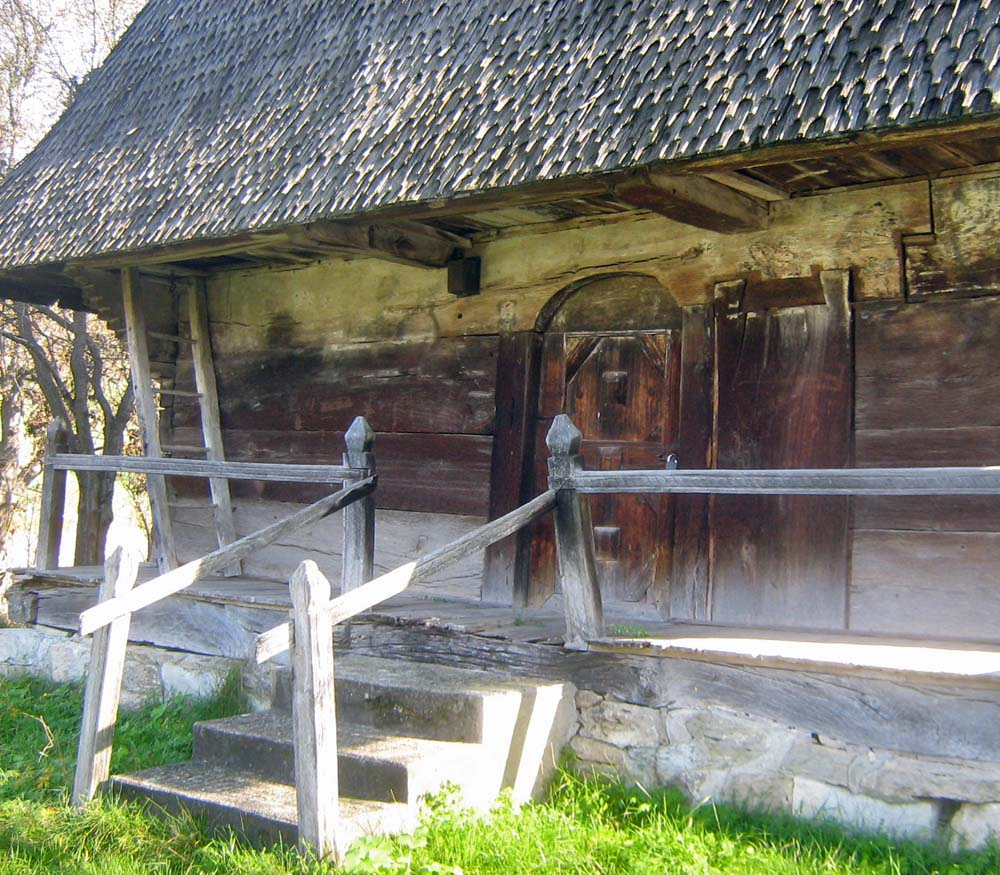
Intrarea vestică din 1852, 2007
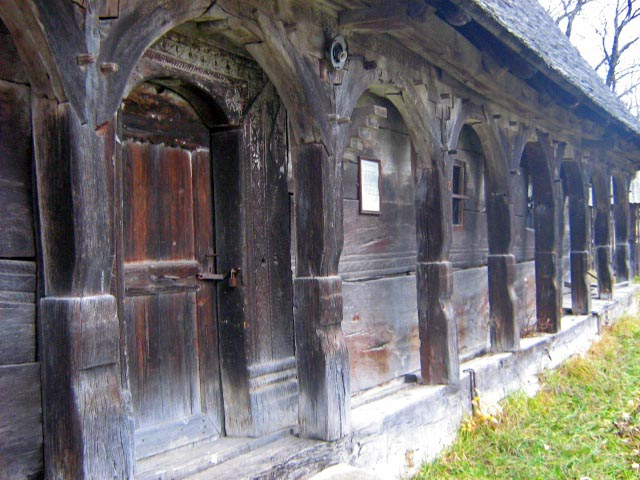
Stâlpii târnațului, 2007
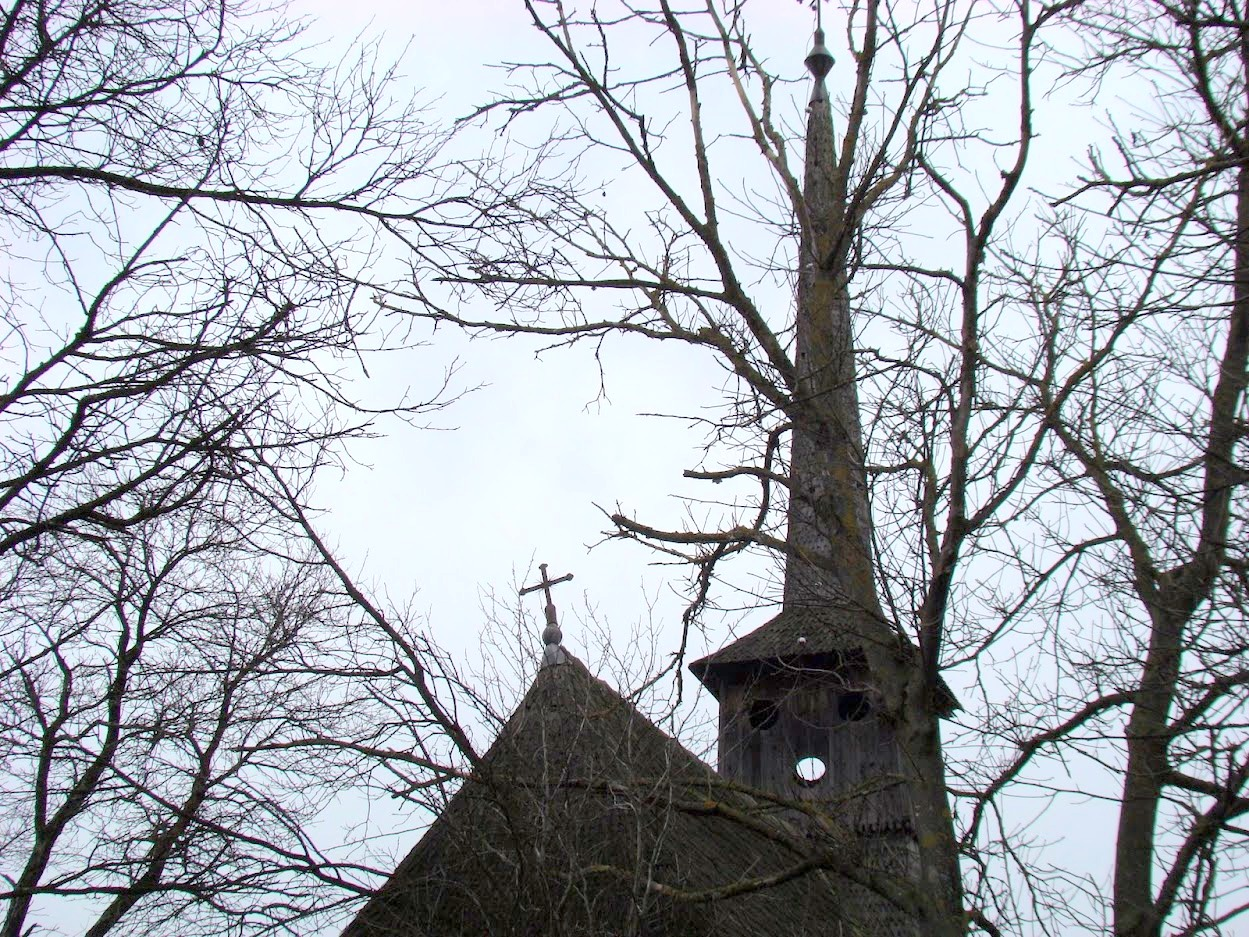
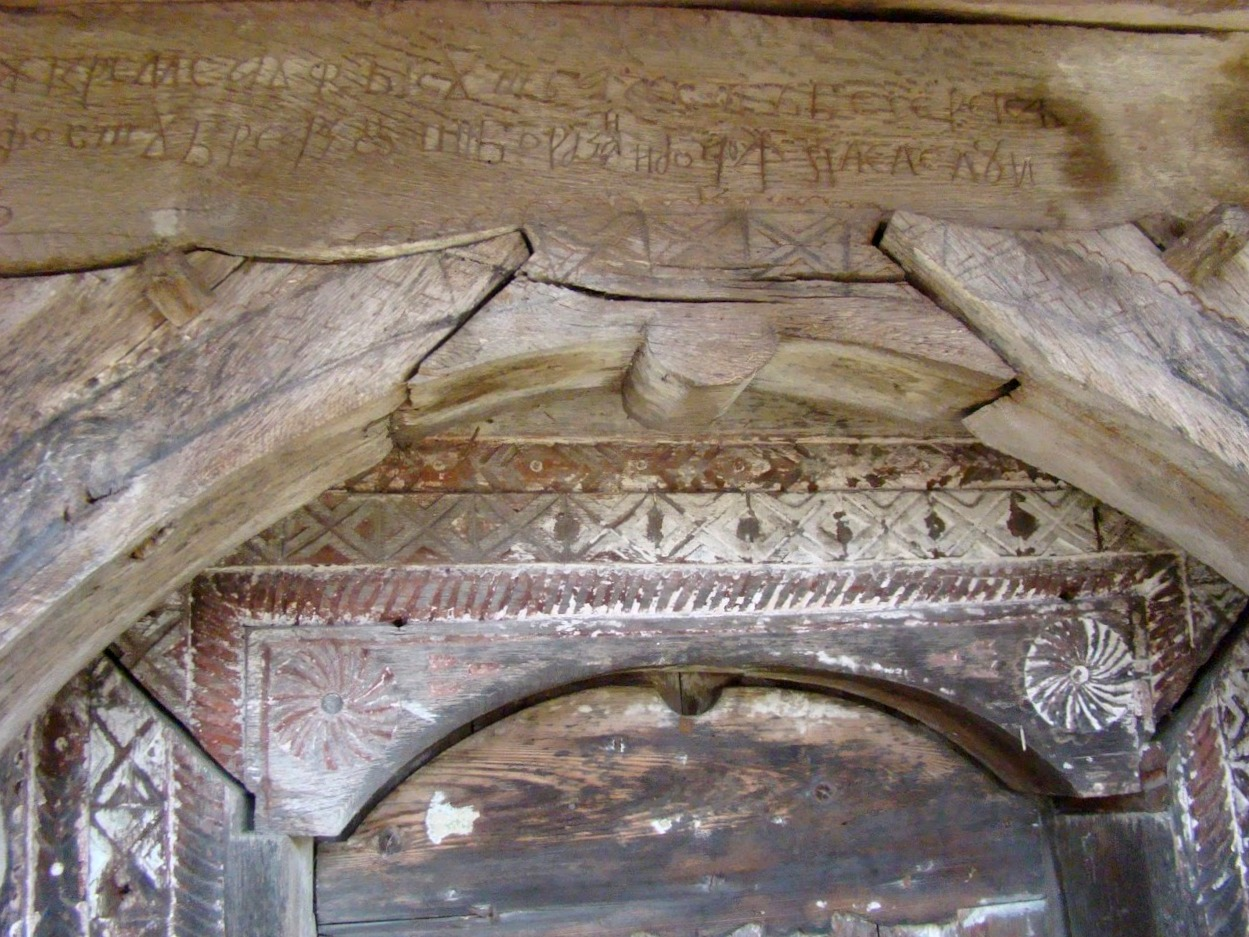
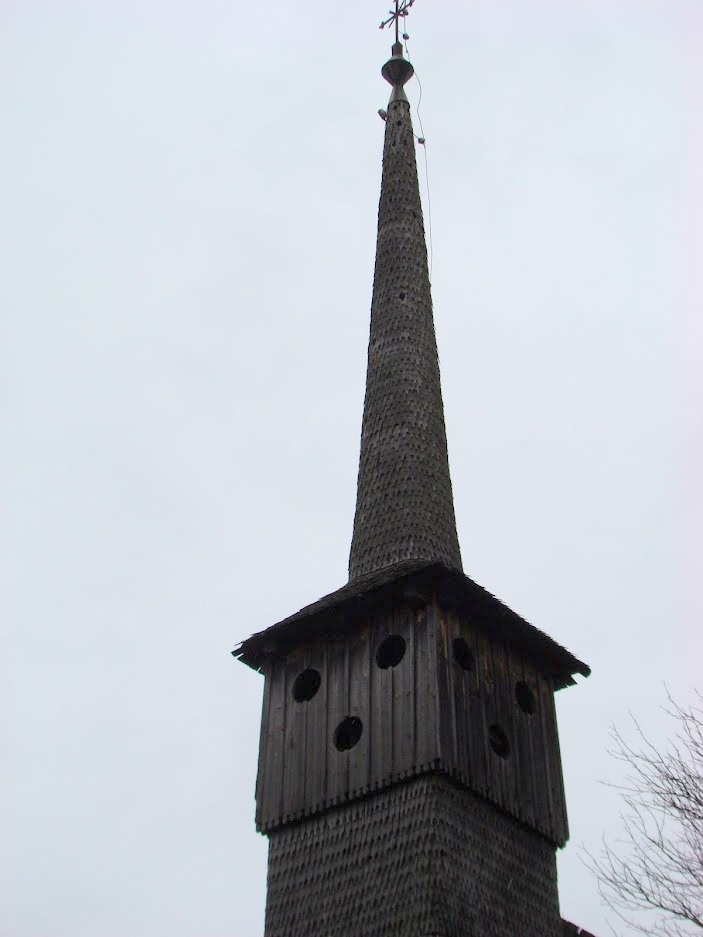
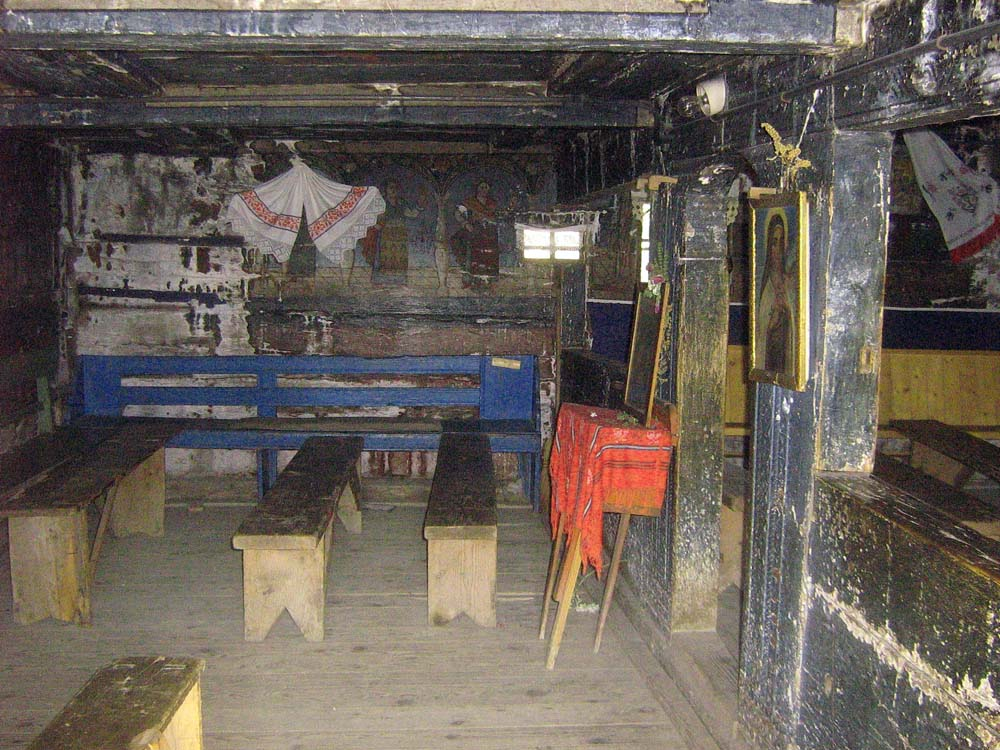
În tinda femeilor, 2007
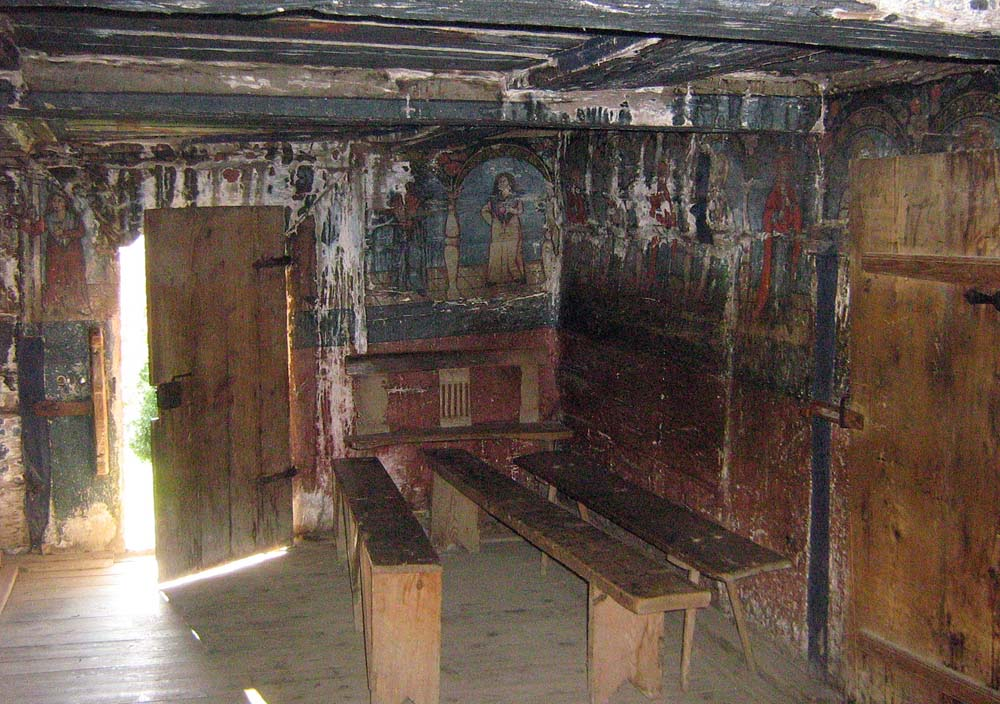
Dosul intrării în tindă, 2007
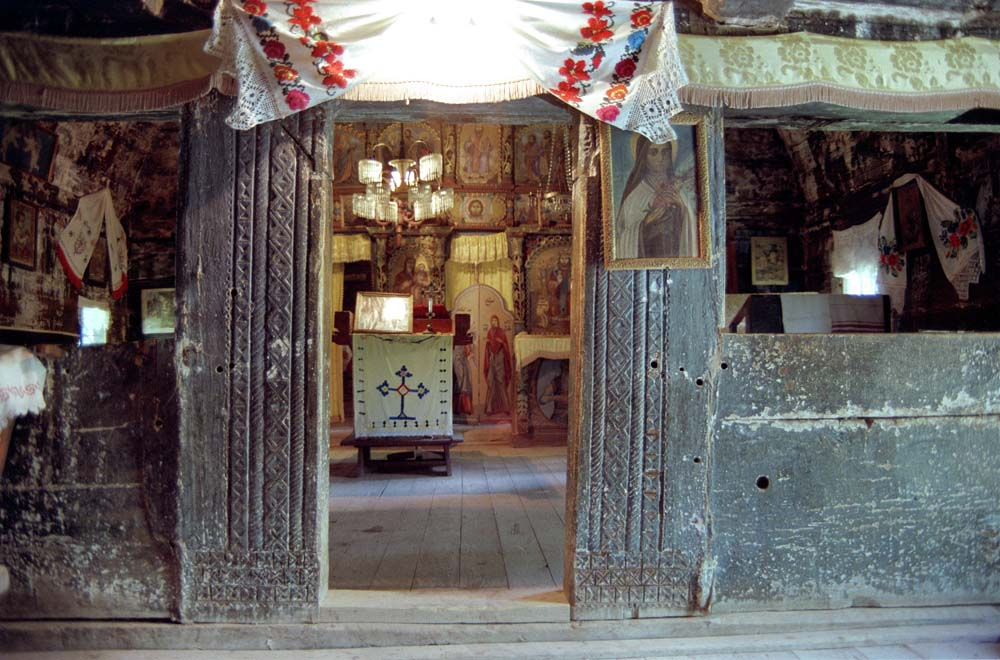
Portalul spre navă, 2007
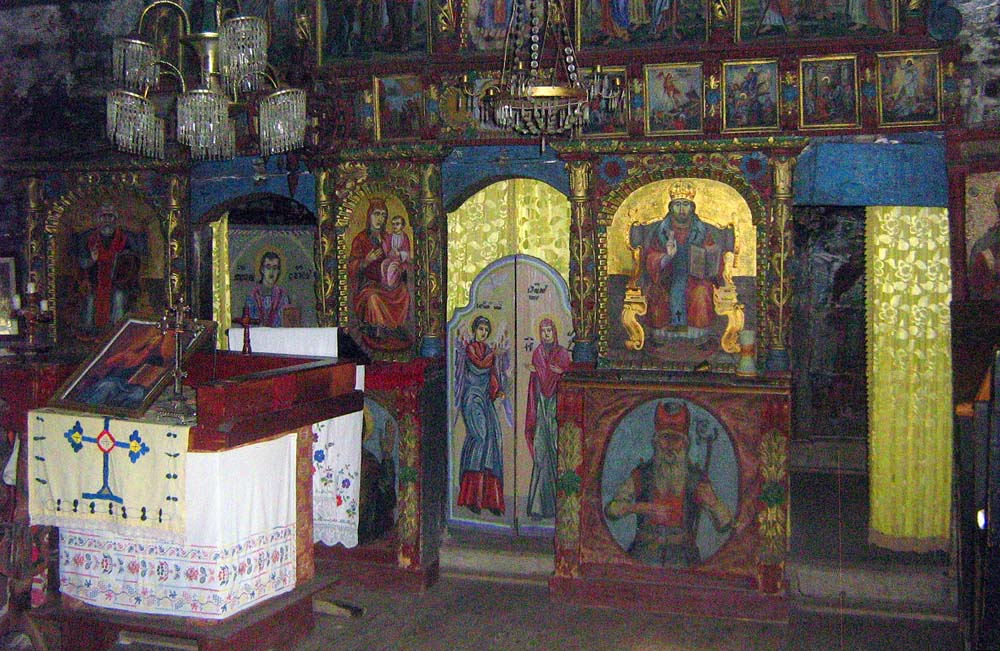
Iconostasul de la 1780, 2007
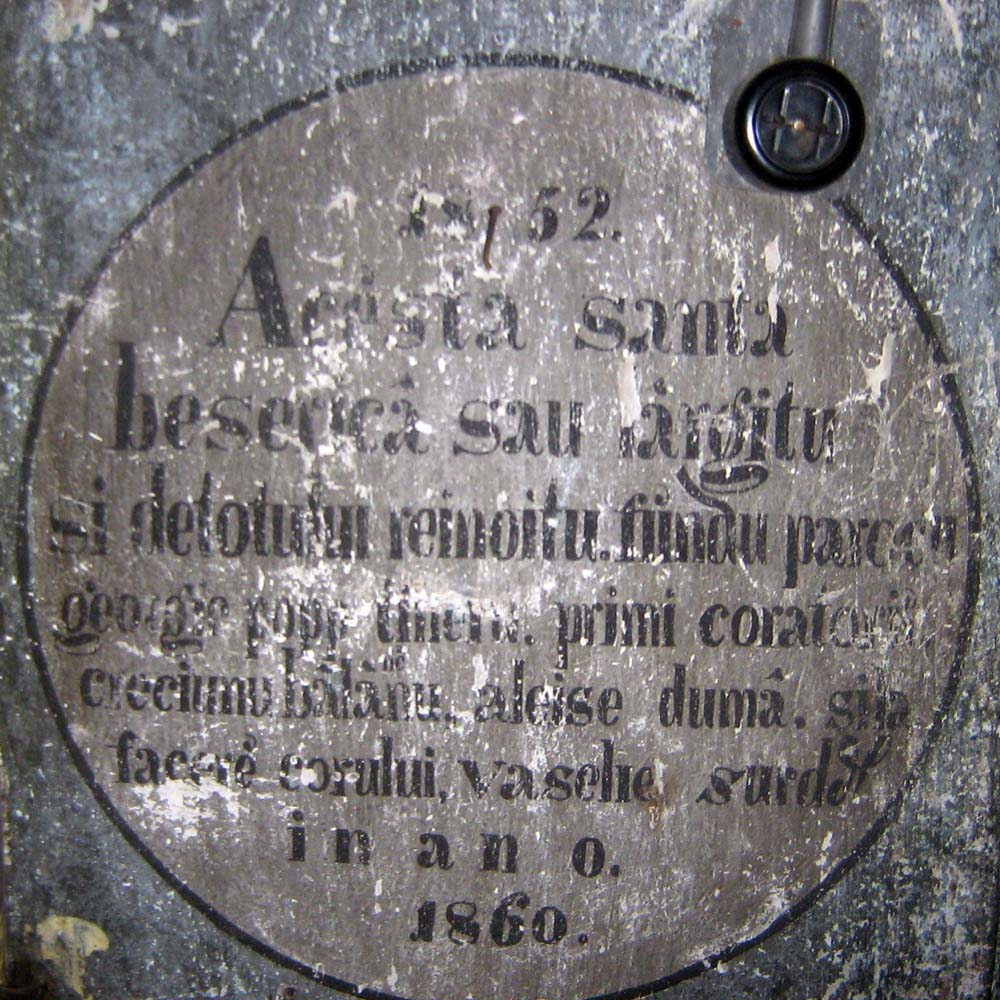
Pisanie în altar, 2007
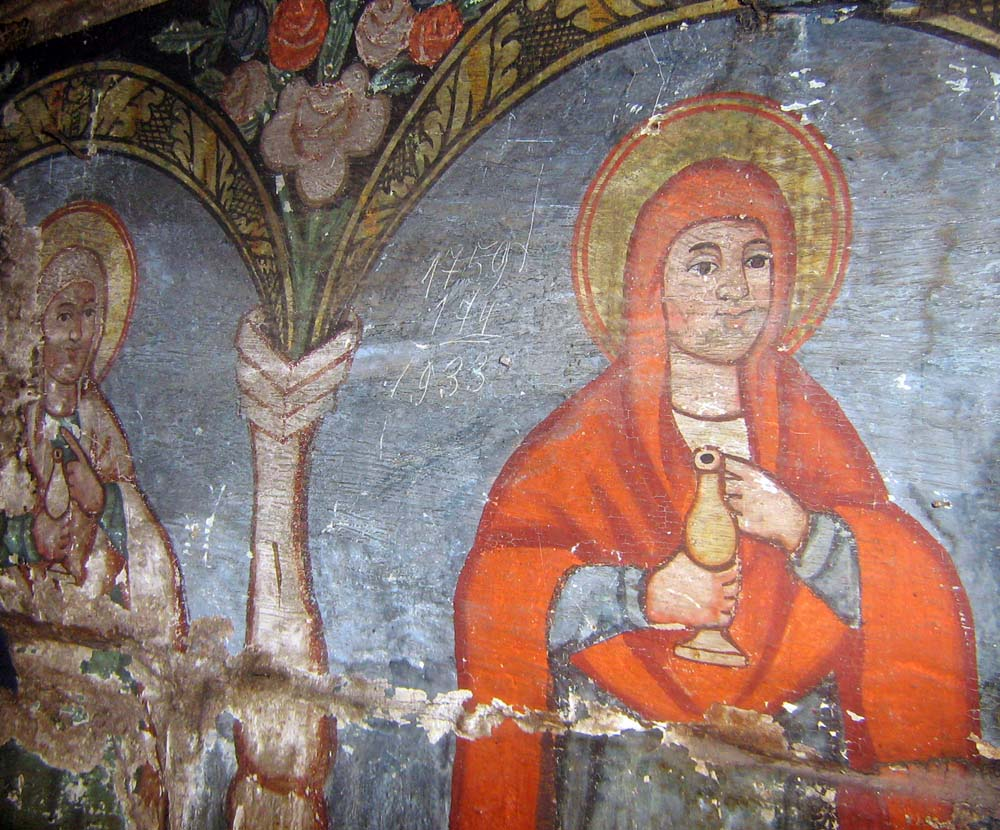
Fragment de pictură murală, 2007
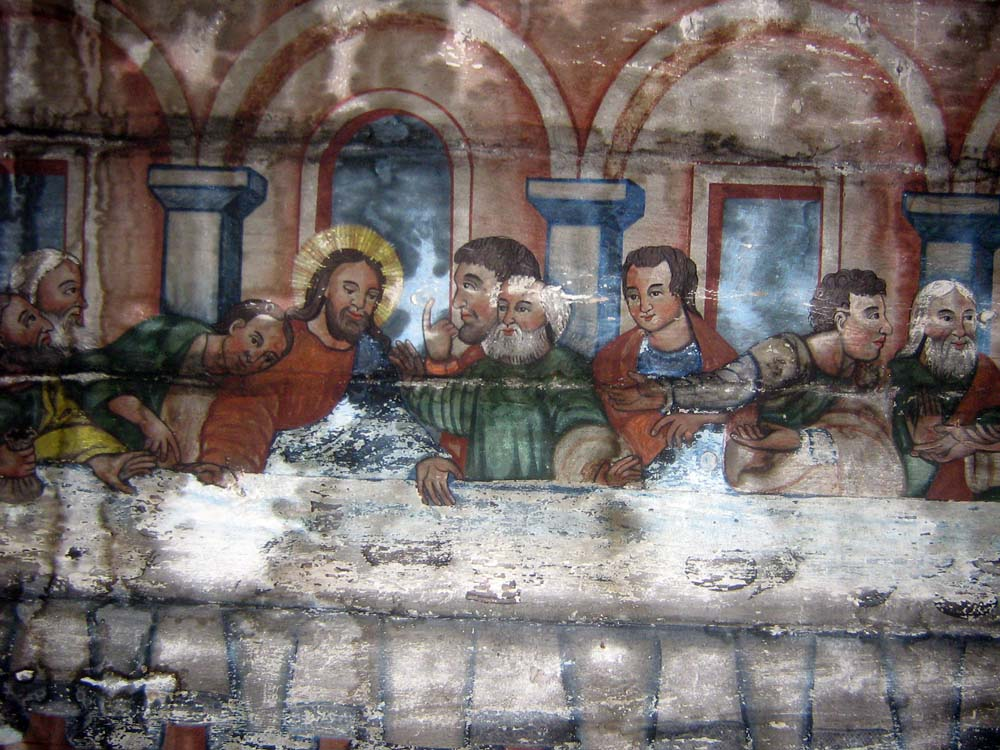
Cina de taină, pictură murală, 2007
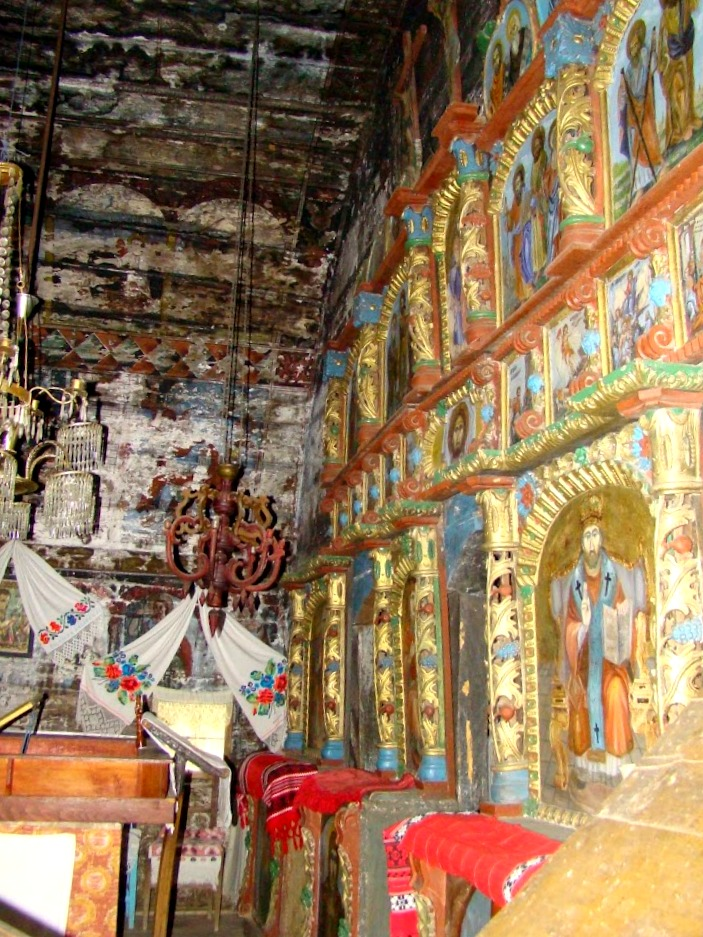